# Мокроног-Требелно (община)
Община Мокроног-Требелно (словен. Občina Mokronog - Trebelno) — одна з общин Словенії. Адміністративним центром є місто Мокроног.

## Населення
У 2011 році в общині проживало 2956 осіб, 1468 чоловіків і 1488 жінок. Чисельність економічно активного населення (за місцем проживання), 1248 осіб. Середня щомісячна чиста заробітна плата одного працівника (EUR), 870,85 (в середньому по Словенії 987.39). Приблизно кожен другий житель у громаді має автомобіль (56 автомобілів на 100 жителів). Середній вік жителів склав 40,6 роки (в середньому по Словенії 41.8). 